# Grand Prismatic Spring
Grand Prismatic Spring est une grande source chaude située dans le parc national de Yellowstone aux États-Unis.
Il s'agit de la plus grande source chaude américaine connue, et la troisième plus importante au niveau mondial. Avec son dégradé de couleurs, qui s'explique par des facteurs physiques, chimiques et biologiques, c'est l'une des attractions touristiques les plus prisées du parc national, avec les Mammoth Hot Springs et l'Old Faithful.

## Description
Avec un diamètre de plus de 80-90 mètres et une profondeur de 50 mètres, ce cratère géant d'eau chaude est en majorité composé de soufre et d'oxyde de fer. Chaque minute, plus de deux mille litres d'eau brûlante montent des entrailles de la Terre et viennent remplir cette cuvette volcanique aux anneaux bleus, verts, jaunes et ocre.

## Vie bactérienne
Des organismes thermophiles bruns, jaunes, verts et bleus vivent dans ces eaux chaudes et sont responsables de leur coloration. Chaque couleur du lac correspond à la fois à une espèce différente et à la température du liquide dans laquelle elle s'acclimate,. Parmi elles, ont été recensées les suivantes : Calothrix, Phormidium, Aquifex et Synechococcus. L'existence de ces thermophiles évoluant dans les sources du parc national de Yellowstone avait été révélée par le microbiologiste américain Thomas D. Brock en 1967,.
Le centre de la source est composé principalement d'eau pure, où l'intensité de la chaleur empêche le développement des thermophiles. D'où sa couleur bleue. La bande jaune où la température, d'approximativement 74 °C, est liée à la présence de Synechococcus. Plus on s'éloigne du centre de la source, où la température est la plus élevée, plus il existe une diversité de bactéries. La différence de couleurs s'explique aussi par la photosynthèse réalisée par ces bactéries.

## Histoire
Le nom de « Grand Prismatic Spring » lui a été attribué par le géologue américain Ferdinand Vandeveer Hayden, qui a observé la source lors de son expédition de 1871. Il fait référence aux couleurs de la source qui couvrent le spectre visible. Le géologiste américain Albert Charles Peale se rend à son tour auprès de la source en 1878.
En France, l'existence de Grand Prismatic Spring se fait davantage connaître après 1999 grâce au succès des ventes du livre La Terre vue du ciel de Yann-Arthus Bertrand, spécialiste de clichés aériens, où la source figure en photo,.
Le lieu est un espace protégé. En 2014, un touriste néerlandais a écopé d'une amende pour avoir laissé s'écraser son drone, qui n'a pas pu être récupéré, au milieu de la source. En 2016, quatre touristes canadiens, des blogueurs vidéo, étaient recherchés après avoir posté sur les réseaux sociaux des photos d'eux en train de marcher dans la source. Deux d'entre eux sont condamnés à une semaine de prison ferme. Ces deux hommes meurent deux ans plus tard en se noyant dans la chute d'eau de Shannon Falls, au Canada,.

## À proximité de l'Excelsior Geyser
Près de Grand Prismatic Spring se trouve un autre bassin thermal géant, l'Excelsior Geyser. Beaucoup plus actif et bouillonnant, il contient une haute teneur en soufre. Il s'agit en fait d'un large pan de terre, de glaise et d'argile qui s'est effondré sur lui-même après une importante explosion de nappe aquifère surchauffée. Des constructions organiques ressemblant à des « structures type stromatolithe » apparaissent dans certaines zones du bassin.

## Galerie

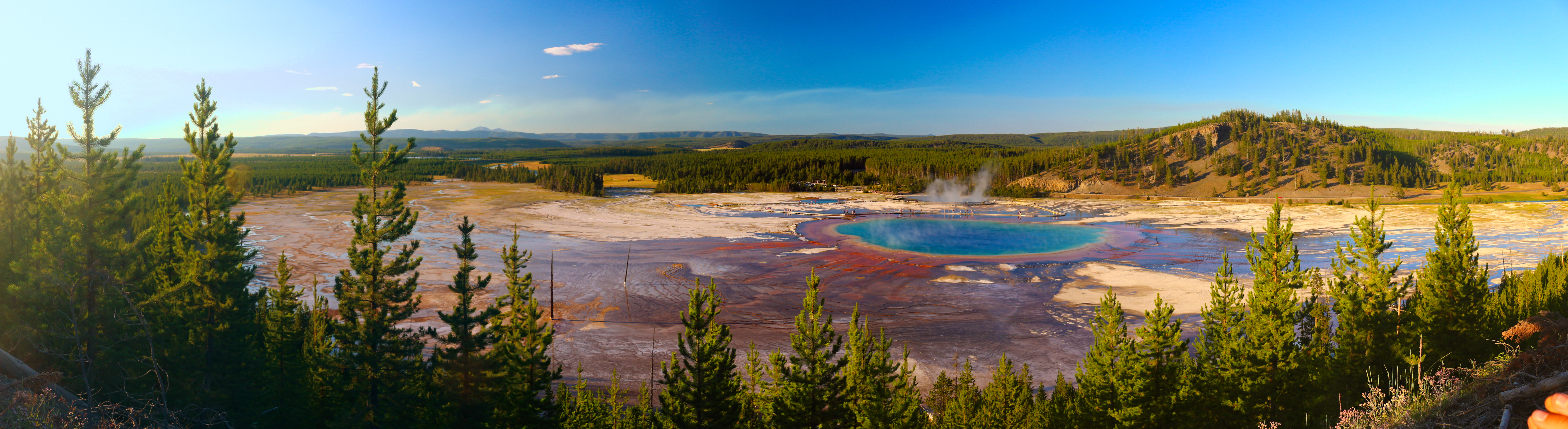
Bassin thermal devant lExcelsior Geyser, depuis la colline sud-est.

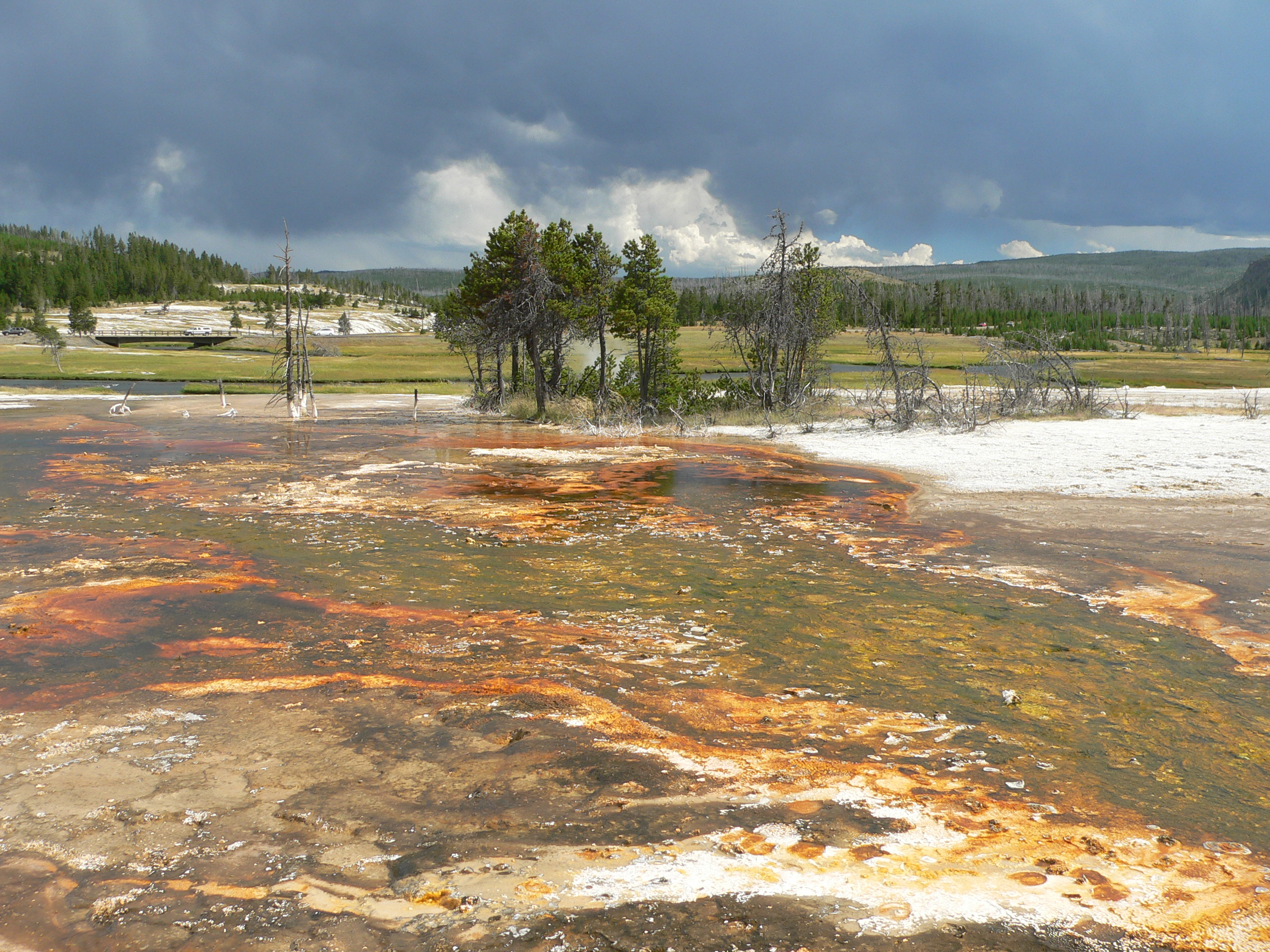
Importants regroupements de bactéries près de Grand Prismatic Spring.
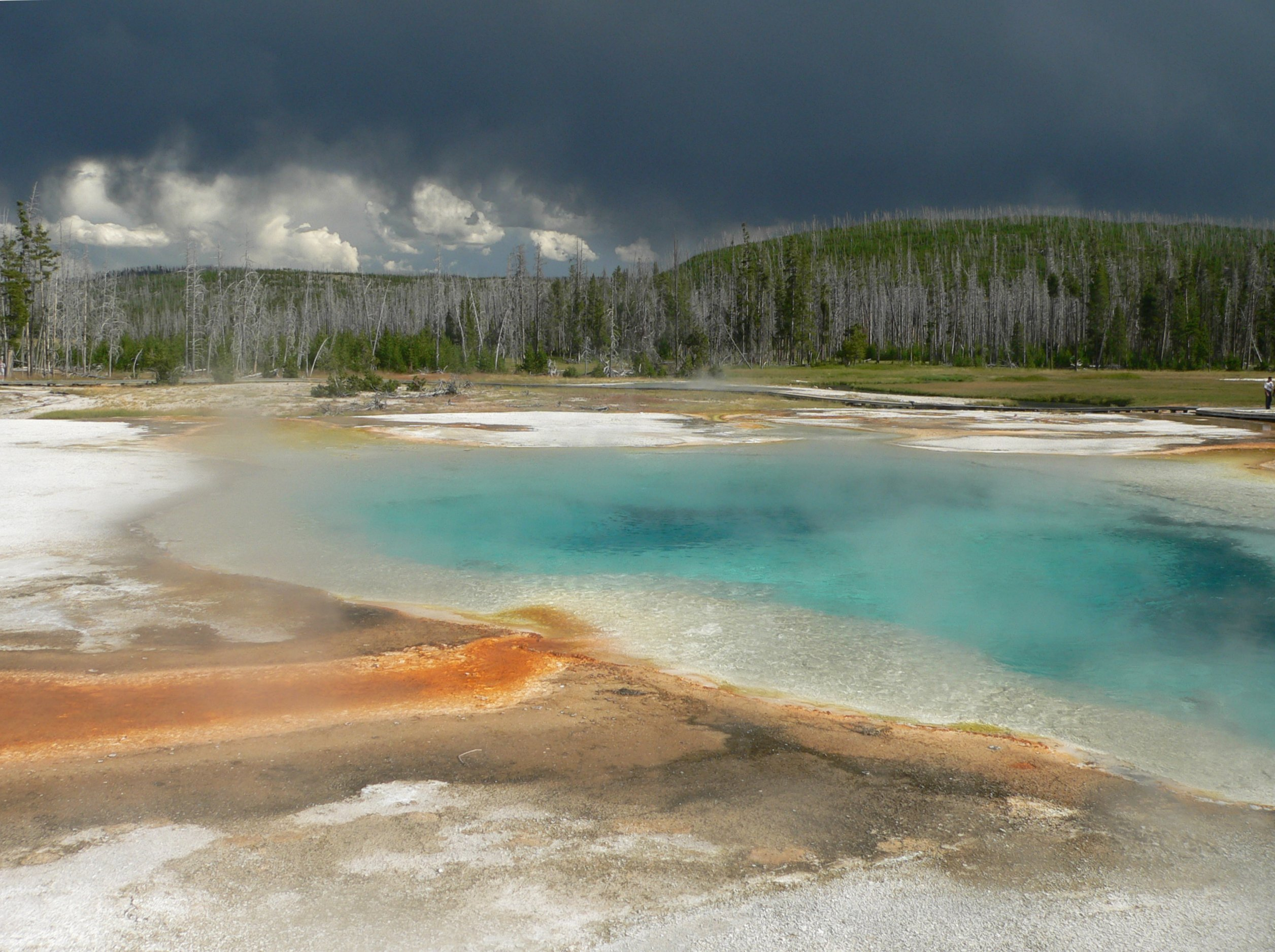
Bassin thermal près de Grand Prismatic Spring.
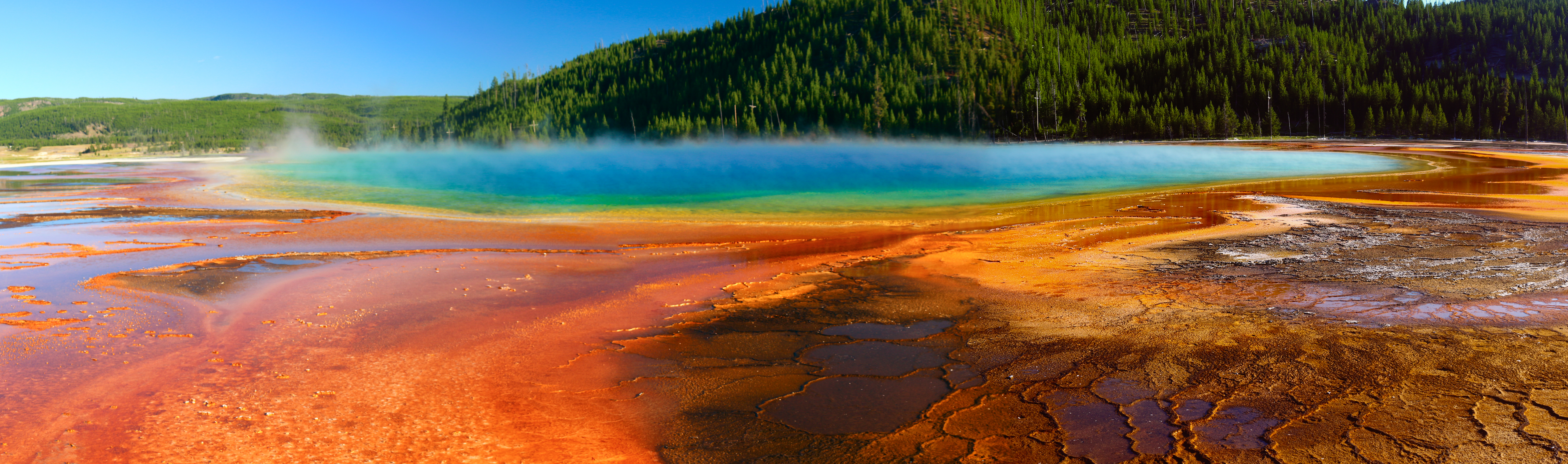
Grand Prismatic Spring vu du sol.
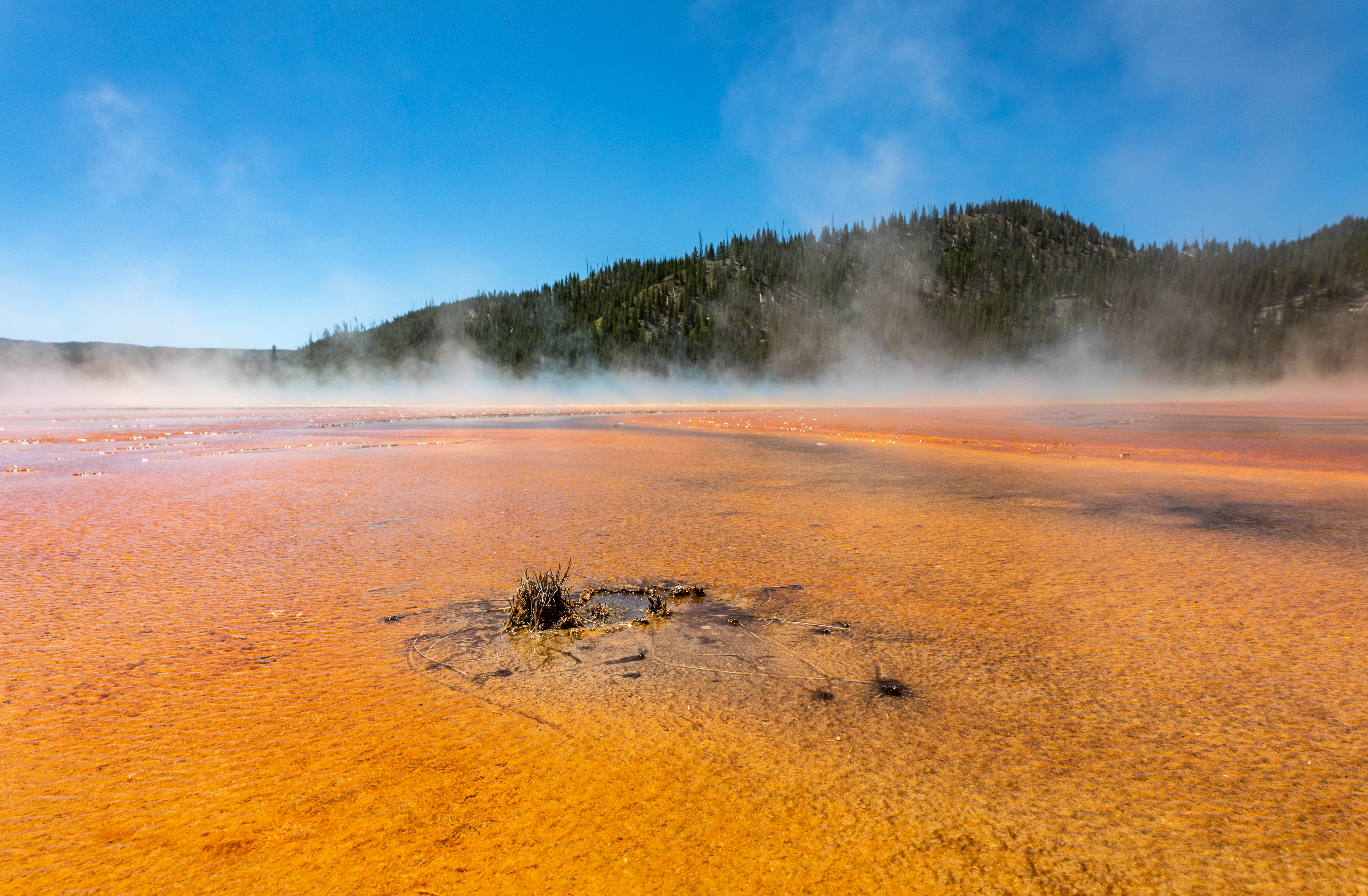
Grand Prismatic Spring.
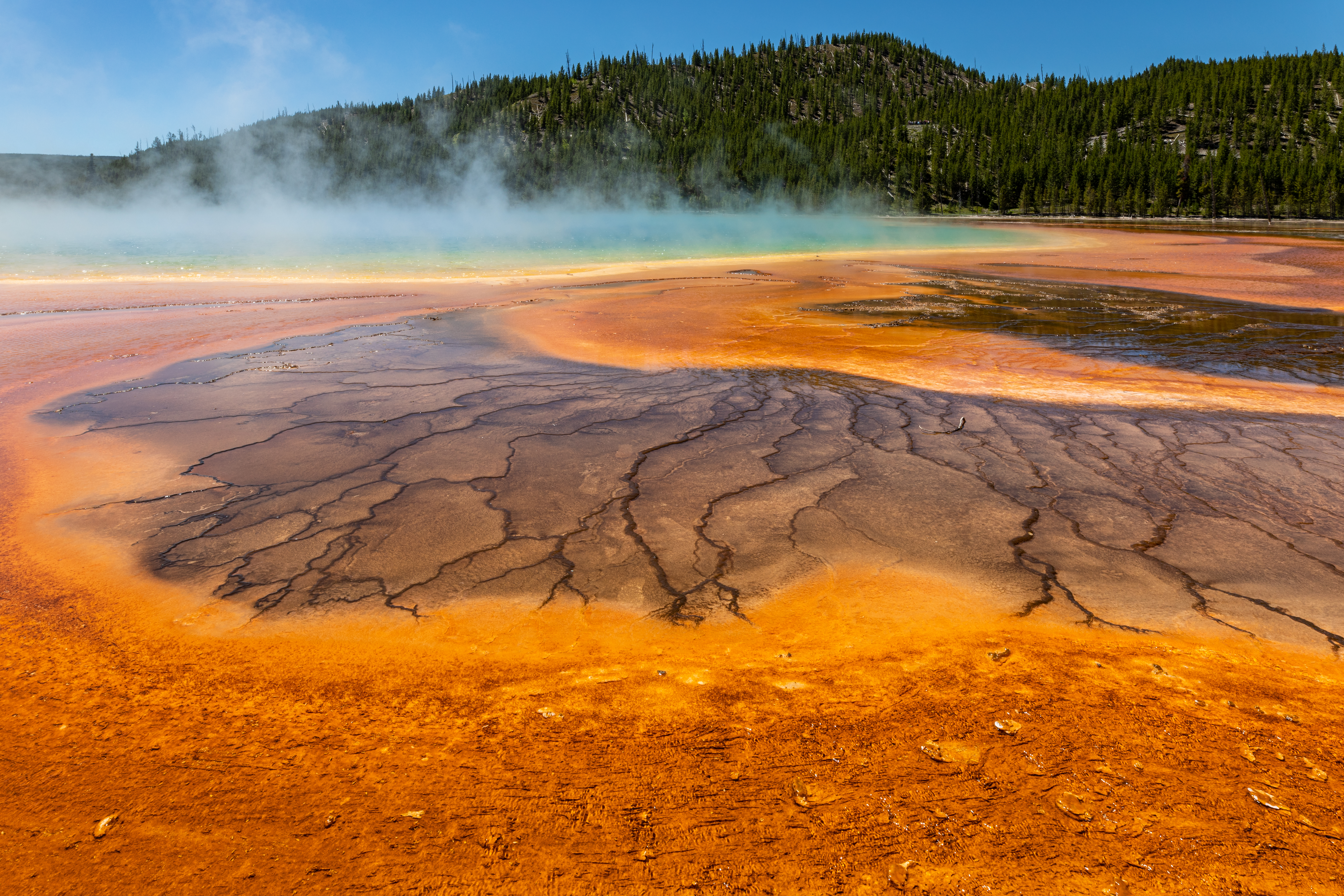
Grand Prismatic Spring.